# Саммит НАТО в Лондоне (2019)
Саммит НАТО в Лондоне — саммит НАТО, прошедишй 3—4 декабря 2019 года в столице Великобритании, Лондоне, был посвящен 70-летию альянса, а также стал 30-й официальной встречой участников альянса. Саммит был официально предложен в 2018 году во время Саммита НАТО в Брюсселе.

## Повестка дня
Программа саммита состояла в основном из торжественных и публичных мероприятий, прием у королевы в Букингемском дворце и неформальную конференцию НАТО.
Были обсуждены вопросы распределения оборонных расходов стран НАТО и обеспечения безопасности в Европе.

## Итоги саммита
По результатам саммита была принята общая по содержанию итоговая декларация, состоящая из девяти пунктов, в которой участники встречи выразили приверженность союзническим обязательствам в рамках статьи о коллективной обороне Вашингтонского договора. Было подчеркнуто, что безопасность союза будет обеспечиваться благодаря готовности к реагированию на вызовы с любого направления, а также было отмечено, что предусматривается продолжение укрепления военного потенциала НАТО на основе сочетания ядерного оружия, сил общего назначения и системы противоракетной обороны.
В ходе заседания был утвержден обновленный план обороны «Eagle Defender», предполагающий оказание военной помощи Польше и прибалтичский странам в случае внезапной агрессии против них. Турция сняла вето взамен на обещание Германии и Франции рассмотреть вопрос о признании террористическими организациями курдских формирований на севере Сирии.
В итоговой декларации саммита был закреплен тезис о нарастании угрозы для Запада со стороны Китая. В качестве перспективного направления коалиционной политики определено вовлечение КНР в заключение новых договоренностей по контролю над вооружениями.

## Участники
Участниками саммита стали делегации 29 стран-членов Североатлантического альянса, а также представители других приглашённых государств и организаций.

## Место проведения
Основные мероприятия саммита прошли в отеле «Гроув», который находится в графстве Хартфордшир. Прием для прибывших на саммит лидеров состоялся в Букингемском дворце с участием Елизаветы II.